# Ille-et-Vilaine
Ille-et-Vilaine ( fransk udtale ?) er et fransk departement i regionen Bretagne. Hovedbyen er Rennes, og departementet har 903.400 indbyggere (2003).

## Administrativ opdeling
Der er 4 arrondissementer, 27 kantoner og 345 kommuner i Ille-et-Vilaine.